# Radio Romano
Radio Romano är en radiokanal som sänder på romani chib. Radio Romano är en del av Sveriges Radio.
Radio Romano började sändas år 2002. Till en början upptog Radio Romano en halvtimme av radiosändningstiden per vecka, vilket år 2007 utökades till 2,5 timme i veckan. Radio Romano hade vid denna tidpunkt 2,75 heltidstjänster.